# Boogie Down
«Boogie Down» es una canción interpretada por el cantautor estadounidense Eddie Kendricks. Fue publicada el 13 de diciembre de 1973 como el sencillo principal de su cuarto álbum de estudio, Boogie Down!

## Recepción de la crítica
Un escritor no especificado de la revista Blues & Soul declaró: “El segundo Disco de Oro consecutivo de Eddie en los Estados Unidos y, si bien sigue el mismo patrón básico que «Keep On Truckin'», también es lo suficientemente diferente como para tener su propio atractivo. El ritmo es tan convincente que sin duda será un [sencillo] disco ganador y con Eddie montando tan alto, esto también suena como un éxito británico garantizado. De esta forma, el ex-Temptation fácilmente podría rivalizar con su compañero de Tamla—Marvin Gaye, como el Soul Man número uno de este año”. Un escritor no especificado de la revista Billboard señaló que “la suave voz de Kendrick se combina con una sensación instrumental funky, con suaves voces corales y una excelente sensación de percusión con violines y guitarras entrando y saliendo”, e indicó que “el arreglo y el tratamiento vocal son todos una unidad cohesiva”.

## Lista de canciones
| US 7-inch single |                        |                                         |          |  |
| N.º              | Título                 | Escritor(es)                            | Duración |  |
| 1.               | «Boogie Down»          | Frank Wilson Leonard Caston Anita Poree | 3:30     |  |
| 2.               | «Can't Help What I Am» | Wilson Caston Kathleen Wakefield        | 4:24     |  |

| UK 7-inch single |                |                     |          |  |
| N.º              | Título         | Escritor(es)        | Duración |  |
| 1.               | «Boogie Down»  | Wilson Caston Poree | 3:30     |  |
| 2.               | «Eddie's Love» | Caston Poree        | 3:20     |  |

## Posicionamiento

### Gráfica semanal
| Gráfica (1974)                              | Pico de posición |
| ------------------------------------------- | ---------------- |
| Estados Unidos (Billboard Hot 100)          | 2                |
| Estados Unidos (Billboard Hot Soul Singles) | 1                |
| Estados Unidos (Cash Box Top 100 Singles)   | 1                |
| Estados Unidos (Cash Box R&B Top 70)        | 1                |
| Reino Unido (UK Albums Chart)               | 39               |

### Gráfica de fin de año
| Gráfica (1974)                              | Pico de posición |
| ------------------------------------------- | ---------------- |
| Estados Unidos (Billboard Hot 100)          | 30               |
| Estados Unidos (Billboard Hot Soul Singles) | 2                |
| Estados Unidos (Cash Box Top 100 Singles)   | 44               |
| Estados Unidos (Cash Box R&B Top 70)        | 15               |

## Certificaciones y ventas
| País                  | Certificación | Ventas  |
| --------------------- | ------------- | ------- |
| Estados Unidos (RIAA) | Oro           | 500 000 |

## Otras versiones
El músico estadounidense Van McCoy grabó la canción para su álbum de 1974, Love Is the Answer. Su versión alcanzó el puesto número 67 en la lista Hot Soul Singles.